# Simone Schmiedtbauer

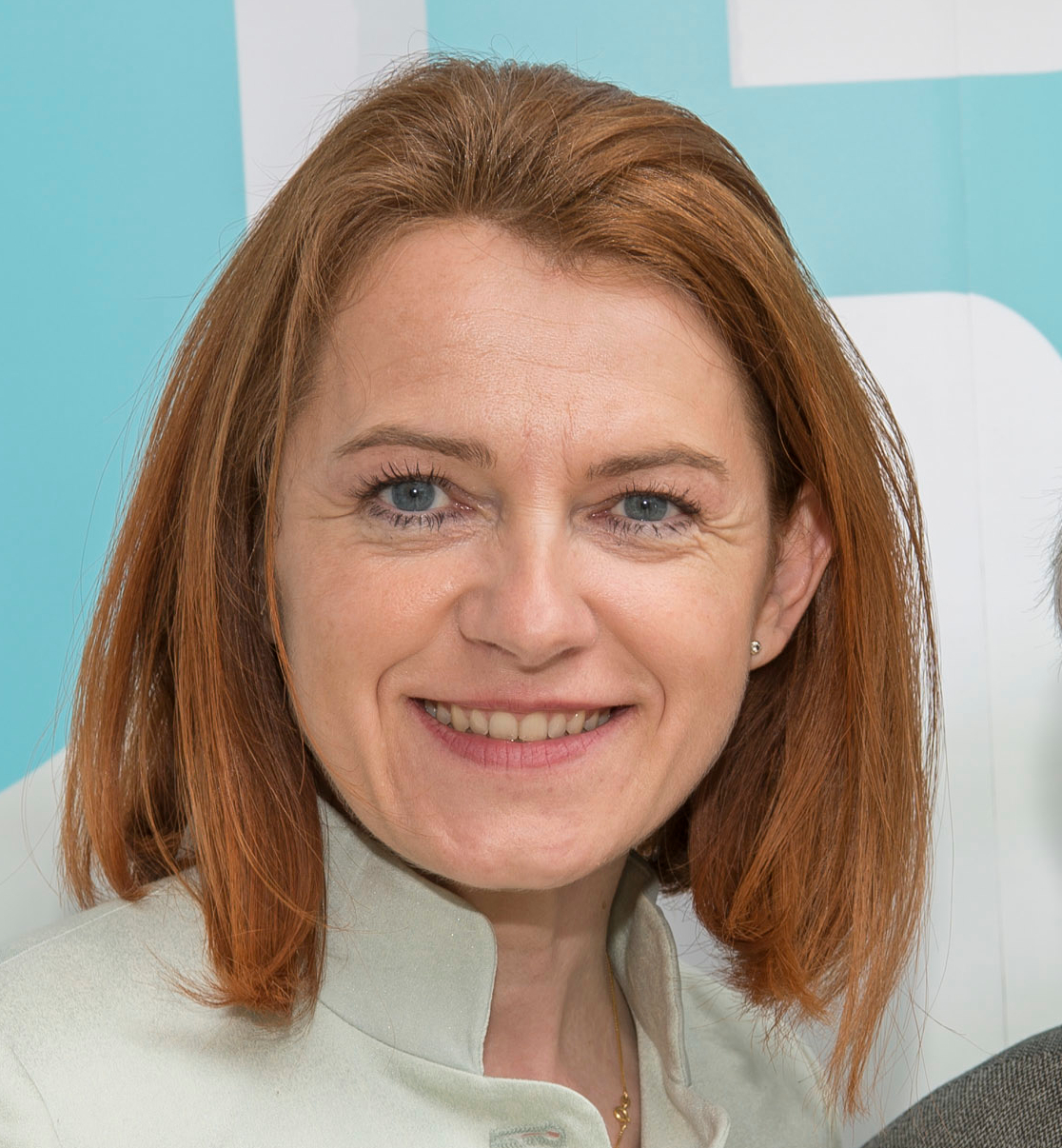
Simone Schmiedtbauer im April 2019

Simone Schmiedtbauer (* 8. Juni 1974 in Graz) ist eine österreichische Politikerin (ÖVP) und Landwirtin. Sie ist seit 2023 Landesrätin für das Lebensressort in den Landesregierungen Drexler und Kunasek in der Steiermark. Von 2014 bis 2019 war sie Bürgermeisterin der steirischen Gemeinde Hitzendorf. Schmiedtbauer trat bei der Europawahl 2019 als Spitzenkandidatin der Steirischen Volkspartei und des Österreichischen Bauernbundes an und gewann ein Mandat.

## Leben
Schmiedtbauer wuchs in Hitzendorf auf und absolvierte die Matura am Gymnasium der Schulschwestern in Graz-Eggenberg. Danach machte sie eine Ausbildung zur Bankkauffrau in einer Grazer Filiale der Volksbank. Nach ihrer Ausbildung zur Bankkauffrau wurde Schmiedtbauer 1993 stellvertretende Filialleiterin der Volksbank Graz-Bruck. 1996 wechselte sie zur Raiffeisenbank in Hitzendorf. Im Jahr 2000 verließ sie die Bank und begann zusammen mit ihrem Mann auf dem eigenen Betrieb als Land- und Forstwirtin sowie als Direktvermarkterin zu arbeiten.
Schmiedtbauer ist verheiratet und Mutter von zwei Töchtern.

## Politik
Schmiedtbauer kam 2009 als Quereinsteigerin in die Politik und wurde 2010 in der steirischen Marktgemeinde Hitzendorf im Bezirk Graz-Umgebung zur Vizebürgermeisterin gewählt. Von 2012 bis 2014 war sie die Obfrau der Frauenbewegung Hitzendorf. 2014 wurde sie zur Bürgermeisterin von Hitzendorf gewählt. Im Juni 2015 wurde sie zur Stellvertreterin des Bezirksparteiobmanns der Volkspartei Graz-Umgebung und im Dezember desselben Jahres Bezirksobfrau des Bauernbundes Graz-Umgebung. Im Mai 2018 wurde sie Obmann-Stellvertreterin des Steirischen Bauernbundes.

### Europäisches Parlament
Am 18. Jänner 2019 wurde Schmiedtbauer von steirischen Landeshauptmann Hermann Schützenhöfer als Spitzenkandidatin der Steirische Volkspartei sowie als zentrale Kandidatin des Österreichischen Bauernbundes bei der Europawahl 2019 vorgestellt, nachdem es zuvor bereits Gerüchte über eine mögliche Kandidatur Schmiedtbauers gab. Ende März 2019 legte sie ihr Amt als Bürgermeisterin zurück, ihr folgt der bisherige Gemeinderat Andreas Spari nach. Schmiedtbauer kam genauso wie ihre Parteikollegen Lukas Mandl und Othmar Karas im Mai 2019 in die Kritik, da sie vermeintlich offene EU-Diskussionen an Schulen als einzige Kandidatin besuchte und dadurch Wahlkampf an Schulen betrieb. Nach dem Aufkommen der Kritik sagte sie weitere Auftritte an Schulen ab.
Mit der konstituierenden Sitzung des Europäischen Parlaments am 2. Juli 2019 zog sie als Abgeordnete ins Europäische Parlament ein. Dort war sie Vollmitglied im Agrarausschuss sowie stv. Mitglied im Regionalausschuss, im Fischereiausschuss und im Haushaltskontrollausschuss. Außerdem war sie Mitglied in der Delegation für die Beziehungen zur Föderativen Republik Brasilien, in der Delegation für die Beziehungen zu dem Mercosur und in der Delegation in der Parlamentarischen Versammlung Europa-Lateinamerika. Ihr Arbeitsschwerpunkt war die EU-Land- und Forstwirtschaftspolitik. Nach dem Wechsel von Karoline Edtstadler in die österreichische Bundesregierung kam es zu einer Neuordnung innerhalb der ÖVP-Delegation im EU-Parlament. Angelika Winzig folgte Edtstadler als Delegationsleiterin, Schmiedtbauer wurde ihre Stellvertreterin.

### Landesrätin
Am 9. Oktober 2023 wurde sie als Nachfolgerin von Johann Seitinger als Agrarlandesrätin in der Landesregierung Drexler präsentiert. Am 17. Oktober 2023 wurde sie im Landtag mit 31 von 47 abgegebenen Stimmen zur Landesrätin gewählt und angelobt. Sie ist zuständig für die Ressorts Land- und Forstwirtschaft einschließlich Land- und Forstwirtschaftlicher Schulen, Wohnbau, Sanierung und Revitalisierung, Wasser- und Ressourcenmanagement, Veterinärwesen sowie Jugend, Frauen, Familie und Gleichstellung. Im Zuge ihres Wechsels in die Steiermärkische Landesregierung legte sie ihr Mandat im Europaparlament nieder. Als EU-Abgeordneter folgte ihr Wolfram Pirchner nach.
Im März 2025 wurde sie vom Landesbauernrat zur Obfrau des Steirischen Bauernbundes gewählt.